# Le Griffon (bateau)
Construit par René Robert Cavelier de La Salle, le Griffon est considéré comme le premier bateau des Grands Lacs. Ce bateau lancé sur le fleuve Niagara était une barque de 45 tonnes armée de sept canons. Pour son premier voyage en 1679 il a navigué à travers le lac Érié, le lac Huron et le lac Michigan. Durant son voyage de retour, il a disparu avec les cinq membres d'équipage et une cargaison de fourrures. 
À plusieurs reprises, des épaves anciennes ont été interprétées comme celle du Griffon. Cependant, plusieurs se sont avérées être celles d'autres navires et aucune de celles toujours non identifiées ne peut être interprétée de manière certaine comme étant celle du navire français. Les restes d'une épave à l'extrémité occidentale de l'île Manitoulin dans le lac Huron et une seconde épave près de Escanaba (Michigan) sont à ce jour les candidats les plus plausibles.
Le Griffon a été le premier d'une longue liste comprenant des milliers de bateaux qui ont coulé sur le fond des Grands lacs.